# 相模原市コミュニティバス
相模原市コミュニティバス（さがみはらしコミュニティバス）は、神奈川県相模原市が運行するコミュニティバスである。神奈中タクシー相模原営業所に運行を委託している。

## 概要
相模原市コミュニティバスは2つの路線を運行しており、最初に新設された路線で緑区を運行する「せせらぎ号」と、中央区を運行する「ピンくる号」（大野北地区コミュニティバス）がある。後者は一部の区間が東京都町田市に乗り入れている。各路線の詳細は#現行路線を参照。
運行委託先は2路線ともに当初は神奈川中央交通の子会社である相模神奈交バス相模原営業所であったが、2017年1月1日からは会社再編に伴い神奈川中央交通東・橋本営業所となった。その後、2024年10月1日に神奈中タクシー相模原営業所へ移管された。
なお、運行形態は神奈川中央交通グループの一般路線と同様で、乗降方式や系統番号の設定、車内掲示の営業所管内路線図の表示なども同一である。

## 運行までの経緯
相模原市内の路線バスは自家用車の普及や国道16号を始めとする幹線道路の慢性的な渋滞などにより、利用者が減少傾向にあった。これを踏まえて行われた2003年12月の大規模路線再編を経て、相模原市は2005年4月からコミュニティバス検討委員会を設置して運行方法などを検討した結果、橋本駅と相模川自然の村を結ぶ路線で、2年間を期限とした実証運行を行うこととした。
交通不便地区における高齢者など交通弱者の生活交通を確保することを目的として、2006年1月30日から実証運行を開始した。相模原市では運行継続条件として「1便あたり輸送人員10人以上」かつ「車両償却費等を除く収支比率50%以上」の2点を定めた。
地域住民らが「大沢地区コミュニティバス運行協議会」を組織して利用促進活動を行った結果、2009年1月30日には運行継続条件を満たしたため、本格運行へ移行した。これと同時に「せせらぎ号」の愛称が制定されている。本格運行への移行に伴い「相模原市コミュニティバスせせらぎ号運行協議会」に発展し、せせらぎ号の利用促進活動として『せせらぎ号通信』の発行や写真展などのイベントを行っている。なお相模原市では、本格運行へ移行後も運行継続条件を2年以上満たさなかった場合は、「せせらぎ号」を廃止することを広報している。

## 現行路線

### せせらぎ号

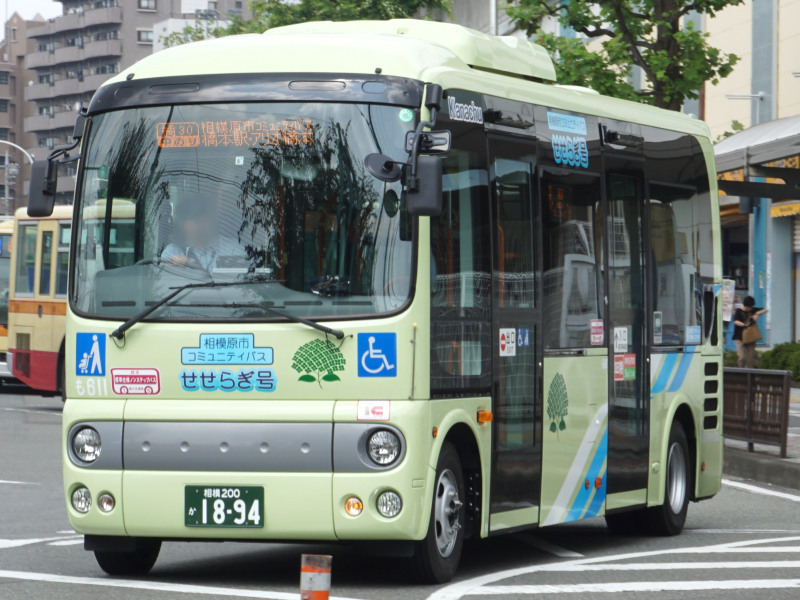
せせらぎ号 (も611)
※神奈川中央交通東在籍時

- 橋30：橋本駅南口 - 緑区合同庁舎前 - 北の丘センター - 内出 - 中の郷 - 相模川自然の村
- 橋30：アリオ橋本 - 橋本駅南口 - 緑区合同庁舎前 - 北の丘センター - 内出 - 中の郷 - 相模川自然の村

「せせらぎ号」（橋30系統）は、相模原市緑区を運行しており、JR東日本横浜線・相模線と京王電鉄相模原線の橋本駅南口バスロータリーを発着する路線である。2012年10月1日からは、一部の便に限り同駅付近にある大型ショッピングセンターの「アリオ橋本」が起終点となっている。
平日・土休日とも同一時刻で、年末年始を含む毎日運行する。運行時刻は、橋本駅・アリオ橋本方向（上り）は7時台から18時台まで、相模川自然の村方向（下り）は8時台から19時台までがほぼ毎時1本程度運行される。
2021年1月4日に大規模なダイヤ改定が行われたが、従前と同じ運行本数が維持された。また、相模原協同病院の移転により「協同病院前」停留所が「橋本二丁目」に改称された。

### ピンくる号（大野北地区コミュニティバス）

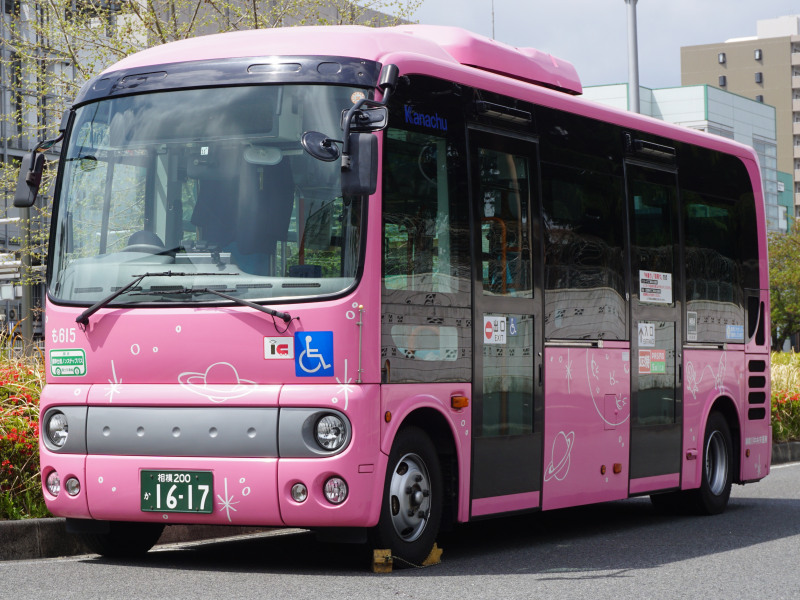
ピンくる号 (も615)
※神奈川中央交通東在籍時

- 淵40：矢部駅・相模野病院前 → 淵野辺駅北口 → フェアロージュ淵野辺前 → 上矢部一丁目 → 馬場十字路 → 馬場橋南 → フェアロージュ淵野辺前 → 淵野辺駅北口 → 矢部駅・相模野病院前（循環）
- 淵40：上矢部一丁目 → 馬場十字路 → 馬場橋南 → フェアロージュ淵野辺前 → （急行） → 淵野辺駅北口 → 矢部駅・相模野病院前
- 淵40：矢部駅・相模野病院前 → 淵野辺駅北口 → （急行） → フェアロージュ淵野辺前 → 上矢部一丁目 → 馬場十字路 → 馬場橋南

「ピンくる号」（大野北地区コミュニティバス、淵40系統）は、主に相模原市中央区を運行しており、JR東日本横浜線の矢部駅（停留所名は矢部駅・相模野病院前）と淵野辺駅のそれぞれ北口バスロータリーを発着する路線である。
運行経路はラケット型循環路線で、矢部駅を出ると淵野辺駅へ立ち寄ってから上矢部地区の住宅街を走行した後、都県境で境川を渡って東京都町田市に入り、馬場十字路停留所を経由した後に来た経路を戻る。東京都内を走行する区間があるが、東京都シルバーパスは利用できない。
この路線は2014年2月1日から実証運行が開始され、当時は淵野辺駅北口が起終点であった。また、この当時は「ピンくる号」の愛称はなく、運行開始から10周年を迎えた2023年に大野北地区コミュニティバス利用促進協議会において愛称を公募し、選考の結果により同愛称に決定している。
2016年2月1日に経路変更とダイヤ改正が行われ、起終点が淵野辺駅北口から矢部駅・相模野病院前に変更されたほか、朝夕の時間帯に淵野辺駅北口 - フェアロージュ淵野辺前間を急行運転とする便が新設された。実証運行開始からの利用実績に基づき、土曜・休日の運行は2017年3月末日をもって終了し、同年4月から平日のみ本格運行に移行した。

## 運賃
相模原市では「地域による不公平が生じないため」として、コミュニティバスの運賃制度は神奈川中央交通グループの一般路線バスと同様としている。運賃の支払いには交通系ICカード（PASMO・Suicaなど）や「かなちゃん手形」が利用可能で、小児IC運賃は一般路線と同様に50円で乗車可能である。ただし、相模原市コミュニティバスの障害者割引制度では、身体障害者手帳・療育手帳のほか、神奈川中央交通グループで神奈川県を運行する一般路線バスでは行っていない精神障害者保健福祉手帳の提示でも運賃割引が受けられる。

## 車両

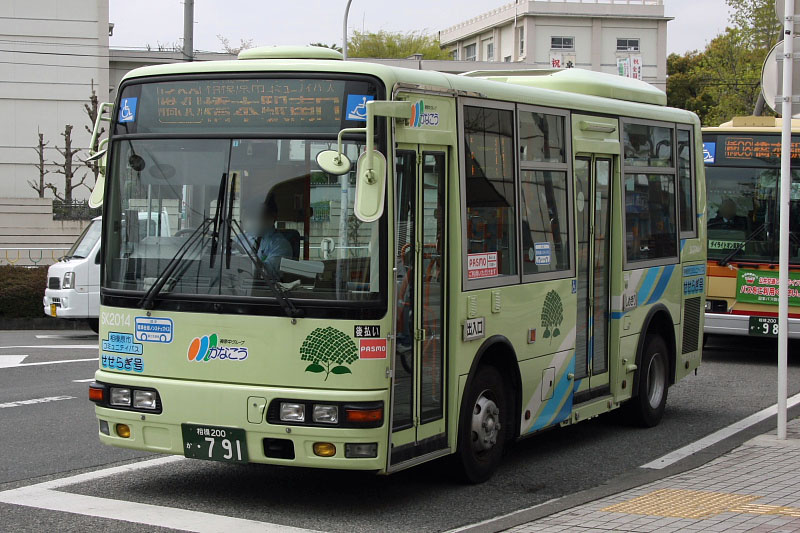
せせらぎ号の初代専用車両 (SK2014)
※相模神奈交バス在籍時、除籍済

2路線ともに専用の小型ノンステップバスを使用する。
2006年1月の「せせらぎ号」実証運行開始に伴い、初代専用車両として三菱ふそう・エアロミディME（型式：PA-ME17DF）が3台導入された。相模神奈交バス時代の社番は「SK2014 - SK2016」だったが、神奈川中央交通東への再編に伴い「も611 - も613」へ改番された。3台とも通常の軽油を使用するディーゼル仕様として導入されたが、2008年4月から1台（SK2016→も613）が廃植物油を原料としたバイオディーゼル車に改造され、試験車両として運用されていた。その後、2代目の専用車両として日野・ポンチョが3台導入され、初代専用車両を代替している。塗装は、初代・2代目ともに相模原市の色である緑色を基調とした車体色を採用し、市の花アジサイ、市の木ケヤキ、市の鳥ヒバリと、相模川をイメージした流線型のラインを描いたデザインとなっている。
2014年には大野北地区コミュニティバスの実証運行開始に伴い、専用車両として日野・ポンチョが2台導入された（も614・も615）。塗装は、麻布大学と桜美林大学の学生を対象に公募し、沿線住民等による投票によって決定されたさくら色（濃いピンク色）のデザインが施されている。検査等で車両が不足する場合は「せせらぎ号」用の車両が代走する。